# 查理·丹杰
查理·丹杰（法語：Charlie Danger，1996年2月7日—）是法国YouTuber，自2014年起运作YouTube频道，致力于创作历史相关科普作品。据她本人所言，丹杰是其真实姓氏，而查理则是昵称。

## 经历

### 早年
1996年2月7日，丹杰出生在盖朗德的一个古董商家庭。自幼时起，她就沉浸在家庭的考古学、人类学和埃及学氛围之中。在童年时期，丹杰常与家中的古董玩具和家具为伴，她的父母为其讲述这些物品的制造时间，并尝试还原它们的历史故事。她解释说：“我的父母喜欢这些物件及其所承载的故事。”
起初，丹杰梦想成为专业的冲浪者，但因15岁时一次意外，她接受了脚踝部分截肢手术，因而不得不放弃这个梦想。高中毕业后，她开始学习艺术史和人类学。

### YouTube频道（2014-）
丹杰在接受采访时提到，自己曾在YouTube看过许多英文考古与历史科普节目，但她发现在法国几乎没有类似的频道。因此，在2014年7月22日，仍在大学学习期间的丹杰创建了YouTube频道。该频道的目标是以有趣的方式普及历史与考古知识，同时保持学术准确性，视频中的信息都经过历史与考古学者的验证。她的频道包含多种不同形式的节目，例如以神话和传说为主题的“世界理论”（Les Théories du monde）。
丹杰的视频涵盖了各个历史时期，并通常以个人疑问的方式引出视频主题。视频风格富有冒险色彩，并总是参杂有幽默元素。
在2018年，丹杰受邀到卢浮宫放映了两部科普视频。2019年1月，她在一个视频中纠正了另一位视频作者Squeezie关于金字塔的错误说法，该视频后来成为她观看次数最多的视频。至2022年，丹杰的频道订阅数达到了90万，并且被法国《世界报》列为“六个历史文化知识YouTube频道”之一。

### 文化活动
2019年，丹杰参加了法国高等航空航天学院举办的一次TEDx活动。她的演讲探讨了关于“美”对女性而言相对于男性更为重要的问题，以及为何女性总是倾向于与其他女性进行比较的原因。这场演讲录像随后在YouTube平台上发布，并获得了超过150万的观看次数。
在2020年欧洲文化遗产日活动中，她与NETCHER欧洲项目和HISOMA实验室合作，主持了关于提升文化遗产掠夺与贩卖问题意识的会议。并于同年9月20日发布了题为《这个黑市正摧毁我们的历史》（Ce marché noir en train de détruire notre Histoire）的视频。
自2019年起，丹杰为法国国家预防性考古研究所推广法国国家考古日活动，并展示其考古发掘成果。2021年，她当选为当年科学之星（E-toiles de science）评审团主席，参与巴黎国际科学电影节科普视频的评审。